# 肌抽躍癲癇合併紅色襤褸肌纖維症
肌抽躍癲癇合併紅色襤褸肌纖維症，簡稱MERRF症候群(Myoclonic Epilepsy with Ragged Red Fibers Syndrome)，是一種罕見粒線體遺傳疾病，在患病機率約是10萬人中有1.5人，根據粒線體中的異質體表現程度不同，病情的嚴重程度也會不同。中文譯名亦譯作肌陣攣性癲癇發作伴破碎紅纖維病變。

## 特徵
- 漸進式肌陣攣性癲癇
- 紅色破碎纖維：患者的肌肉病理組織切片在Gömöri trichrome染色法下，會呈現紅色破碎狀的肌肉纖維
- 身材矮小
- 聽力受損
- 乳酸性酸中毒
- 運動耐受力低
- 夜間視力減弱

## 成因
肌抽躍癲癇合併紅色襤褸肌纖維症是一種母系遺傳，80%的病例是因為粒線體DNA上，8344的位置發生突變。這個突變影響了tRNA-賴胺酸的合成，進而影響了和氧化磷酸化相關蛋白質的合成。
相關tRNA
- MT-TK
- MT-TL1
- MT-TH
- MT-TS1
- MT-TS2
- MT-TF

## 治療
和很多粒線體疾病一樣，肌抽躍癲癇合併紅色襤褸肌纖維症無有效的治癒方式，只能針對症狀加以治療，高劑量的輔酶Q10和L-肉鹼被用於此症的治療，以期改善粒線體的功能，但收效甚微。